# メヒティルト・フォン・ホルシュタイン
メヒティルト・フォン・ホルシュタイン（Mechthild von Holstein, 1220/5年 - 1288年）は、デンマーク王アーベルの王妃で、のちにスウェーデン摂政ビルイェル・ヤールと結婚した。

## 生涯
メヒティルトはホルシュタイン伯アドルフ4世とハイルヴィヒ・フォン・デア・リッペとの間の娘である。1237年4月25日、シュレースヴィヒにおいて当時シュレースヴィヒ公であったアーベルと結婚した。この結婚はホルシュタインと南ユトランド（シュレースヴィヒ）の間の同盟のために行われた。1239年、アーベルはメヒティルトの未成年の弟たちの後見人となった。
1250年に夫アーベルがデンマーク王となり、同年11月1日にメヒティルトはロスキレで戴冠された。1252年、夫アーベルが死去し、王位はアーベルの弟クリストファ1世が継承した。アーベルとメヒティルトの間の息子ヴァルデマーはこの時ケルンで捕らわれの身であったためであり、メヒティルトはデンマークを去ることを余儀なくされ、修道院に入った。
メヒティルトは息子ヴァルデマーをケルン大司教のもとから解放させ、ヴァルデマーのシュレースヴィヒ公領の継承のため戦った。1253年、メヒティルトは息子ヴァルデマーに南ユトランド公位を確保した 。
1257年、息子ヴァルデマーが死去し、メヒティルトはヴァルデマーの弟エーリク1世に公領を確保した。しかし同年、南デンマークのアイダー川からシュライ湾までの地域を自身の兄弟であるホルシュタイン伯に質入れしてしまった。
メヒティルトはルンド大司教ヤコプ・エアランスンと協定を結び、1261年にメヒティルトはスウェーデン摂政ビルイェル・ヤールと結婚するため修道院を出た。ビルイェル・ヤールはかつてデンマーク王アーベルの死まで軍事対立していた人物であった。1266年にビルイェル・ヤールが死去した後、メヒティルトはキールに移り、そこで死去した。メヒティルトは夫ビルイェル・ヤールとともにヴァンーヘム修道院に埋葬された。
1288年、死の直前にアイダー川からシュライ湾までの地域を自身の兄弟らに与えた。メヒティルトはデンマークでは不人気で「悪魔の娘」といわれ、メヒティルトはヴァルデマー2世に対する教皇や皇帝の手紙を破棄したとして非難された。

## 子女
メヒティルトは最初の夫アーベルとの間に3男1女をもうけた。
- ヴァルデマー3世（1238年 - 1257年） - シュレースヴィヒ公（1254年 - 1257年）
- ソフィー（1240年 - 1284年以降） - アンハルト＝ベルンブルク侯ベルンハルト1世と結婚
- エーリク1世（英語版）（1241年頃 - 1272年） - シュレースヴィヒ公（1257年 - 1272年）
- アーベル（1252年 - 1279年） - ランゲラン領主